# Obersaxen
Obersaxen (em romanche: Sursaissa) foi uma comuna da Suíça, no Cantão Grisões, com cerca de 792 habitantes. Estendia-se por uma área de 61,54 km², de densidade populacional de 13 hab/km². Confinava com as seguintes comunas: Breil/Brigels, Degen, Flond, Lumbrein, Rueun, Sumvitg, Surcuolm, Trun, Vella, Vignogn, Waltensburg/Vuorz.
A língua oficial nesta comuna era o Alemão.

## História
Obersaxen foi mencionada pela primeira vez no ano de 765, como Supersaxa. Em 956, ainda era mencionada como Supersaxa, e, em 1227, como Ubersahse.
O povoado atual foi fundado no século XIII, quando um grupo de pessoas de língua alemã instalou-se no platô, localizado no coração da principal área de língua romanche Surselva (que compreende o vale do Reno Anterior, ao longo de todos os seus vales próximos, entre eles o Val Lumnezia). Obsesaxen pode ser considerada uma "ilha de falantes de língua alemã", nesta área onde predomina o romanche.
Em 1 de janeiro de 2016, passou a formar parte da nova comuna de Obersaxen Mundaun.